# Fabrício Silva Dornellas
Fabrício Silva Dornellas, kurz Fabrício (* 20. Februar 1990 in Rio de Janeiro), ist ein brasilianischer Fußballspieler.

## Karriere
Seit 2006 spielte Fabrício in der Jugend von CR Flamengo. 2008 wurde er in seiner ersten Profisaison zu Paraná Clube in die Série B ausgeliehen. Ende Januar 2009 wechselte er auf Leihbasis zum deutschen Bundesligisten TSG 1899 Hoffenheim, der Fabrício durch eine Kaufoption langfristig binden hätte können. Sein Bundesliga-Debüt gab Fabrício am 21. März 2009 gegen Hannover 96. Die Kaufoption wurde nach einem halben Jahr jedoch nicht gezogen und Fabrício kehrte nach Brasilien zurück.
Nach seiner Rückkehr spielte er bei verschiedenen Vereinen, hauptsächlich in der ersten Liga. Meist erhielt er aber nur Verträge über ein Jahr. Ab Sommer 2016 spielte er ein Jahr für Astra Giurgiu in der rumänischen Liga 1. Im Sommer 2017 verpflichtete ihn der zyprische Erstligist Omonia Nikosia. Anfang 2018 schloss er sich dem FK Aqtöbe in Kasachstan an. Noch im Verlauf des Jahres ging er zurück nach Brasilien und verdingte sich bei verschiedenen Vereinen, darunter auch wieder für eineinhalb Jahre bei seinem alten Club in Paraná.

## Erfolge
Flamengo
- Campeonato Carioca: 2009
- Campeonato Brasileiro de Futebol: 2009

Cruzeiro
- Campeonato Mineiro: 2011

Vitória
- Campeonato Baiano: 2013